# 汤姆·莫尔顿
湯姆·捷蒙·莫爾頓（Tom Jerome Moulton，1940年11月29日—）是一位美國唱片製作人，同時他也是重混、「breakdown section」、12吋黑膠唱片格式的創造者之一。

## 生平
莫尔顿出生於美國紐約州斯克內克塔迪郡，曾在布金斯（Bookings）和福特模特兒（Ford）經紀公司經紀公司旗下擔任男模特兒。他在當模特兒前任職於音樂工業，為國王唱片（King Records，1959年－1961年）和RCA唱片公司協助銷售和宣傳工作，但最後因厭惡唱片產業的不誠實而離開。他的音樂職業生涯自1960年代後期開始，爲紐約火燒島上的「The Sandpiper」自行錄製將歌曲彼此重疊的錄音帶。
莫爾頓負責了史上第一張連續混音專輯——Gloria Gaynor的迪斯可專輯《Love Is The Message》，這張專輯讓莫爾頓獲得「迪斯可混音之父」的稱號。他的其它成功作品包括The Three Degrees的〈Dirty Ol' Man〉、MFSB和The Three Degrees合唱的〈Love Is The Message〉、B.T. Express的〈Do It ('Til You're Satisfied)〉、The Trammps的〈Disco Inferno〉、The People's Choice的〈Do It Any Way You Wanna〉、Andrea True的〈More, More, More〉，以及Claudja Barry的專輯《The Girl Most Likely》等。
莫爾頓具開創性的作品在2004年於紐約市舉行的「舞曲名人堂」（Dance Music Hall of Fame）中獲得表揚，他以「Remixer」的身份上台領獎。莫爾頓的作品獲得伯利恆爵士唱片（Bethlehem Jazz）和沙爾索唱片（Salsoul Records）列為永久收藏，兩間唱片公司也是莫爾頓所有數位重混作品的發行公司。

## 資料來源
1. 1 2 3  Andy Kellman. . Allmusic.   [November 22, 2011].
2. ↑  Shapiro, Peter. Turn the Beat Around: the Secret History of Disco.  New York: Faber and Faber, Inc., 2005., p.40
3. ↑  Shapiro, Peter.  Turn the Beat Around: the Secret History of Disco.  New York: Faber and Faber, Inc., 2005., p.42
4. ↑  . DiscoMusic.com.   [2007-12-12]. （原始内容存档于2012-07-28）.